# Drena De Niro
Drena De Niro (Nueva York, 3 de septiembre de 1971) es una actriz estadounidense, hija de los actores Robert De Niro y Diahnne Abbott. Es también hermana de Raphael De Niro, media hermana de los gemelos Aaron Kendrick De Niro y Julian Henry De Niro y Elliott De Niro y Hanna Grace De Niro.

## Reconocimientos
Ha sido reconocida por sus participaciones en películas como: The Loverbirds, Karma, confessions and holi (película de 2009 que también produjo) y Love & Orgasms. Ha participado en 2 series.

## Filmografía

### Cine
| Año  | Título                                                                             | Personaje                    | Notas |
| ---- | ---------------------------------------------------------------------------------- | ---------------------------- | ----- |
| 1996 | Grace of My Heart                                                                  | Receptionista #1             |       |
| 1997 | Wag the Dog (La cortina de humo [Esp])                                             | Azafata en Gate              |       |
| 1998 | Too Tired To Die                                                                   | Mecera                       |       |
| 1998 | Great Expectations (Grandes esperanzas [Esp])                                      | Marcy                        |       |
| 1999 | At First Sight (A primera vista [Esp])                                             | Caroline                     |       |
| 1999 | On the Run                                                                         | Rita                         |       |
| 1999 | The 24 Hour Woman                                                                  | Lori                         |       |
| 1999 | Personals                                                                          | Sherie                       |       |
| 1999 | Entropy                                                                            | Mecera                       |       |
| 2000 | The Adventures of Rocky and Bullwinkle (Las aventuras de Rocky y Bullwinkle [Esp]) | RBTV Lackey                  |       |
| 2001 | Freewheeling in Roma (Giravolte)                                                   | Keechie                      |       |
| 2002 | Showtime                                                                           | Annie                        |       |
| 2002 | Ghetto Dawg                                                                        | Semi                         |       |
| 2002 | City by the Sea                                                                    | Vanessa Hansen               |       |
| 2002 | Soliloquy                                                                          | Kara                         |       |
| 2003 | Death of Dinasty                                                                   | Escritora de Staff           |       |
| 2005 | Freezeburn                                                                         | Nada, la manejadora          |       |
| 2005 | The Collection                                                                     | Varios                       |       |
| 2007 | The Loverbirds                                                                     | Stella Clark                 |       |
| 2009 | Karma, Confessions and Holi                                                        | Megan                        |       |
| 2009 | ExTerminators                                                                      | Dra. Press                   |       |
| 2009 | A Day in the Life                                                                  | "P"                          |       |
| 2011 | New Year's Eve                                                                     | Ahern Waitress - Ahern Party |       |
| 2014 | Welcome to New York                                                                | Asistente ejecutiva          |       |
| 2015 | The Intern                                                                         | Gerente de Hotel             |       |
| 2015 | Joy                                                                                | Cindy                        |       |
| 2016 | Hands of Stone (Manos de piedra [Esp])                                             | Adele                        |       |
| 2018 | Furlough                                                                           | Linda                        |       |
| 2018 | A Star Is Born                                                                     | Paulette Stone               |       |

### Televisión
| Año  | Título             | Personaje                     | Notas                   |
| ---- | ------------------ | ----------------------------- | ----------------------- |
| 1998 | Witness to the Mob | Muchacha en tienda de belleza |                         |
| 2002 | The Groovenians    | Glindy                        | Voz, Corto              |
| 2012 | NYC 22             | Detective de SVU Irma Bolland | Episodio: "Block Party" |

- Boardwalk Empire (2013) - Negrablanca
- Love & Orgasms (2003) - Betsy VanderCleef